# Walter Zenga
Walter Zenga (Milão, 28 de Abril de 1960), é um ex-treinador e ex-futebolista italiano que atuava como goleiro. Atualmente é gerenciador de equipe da Siracusa Calcio.

## Carreira
E ex-goleiro da Internazionale e da Seleção Italiana de Futebol, pela qual disputou as Copas do Mundo de 1986, no México, e 1990, na Itália.
Considerado um dos grandes goleiros do futebol italiano e mundial, Zenga estabeleceu um recorde ainda não superado: ele ficou, durante a Copa do Mundo de 1990, 517 minutos sem levar gols. Foram mais de cinco partidas completas, além de grande parte da sexta, a semifinal disputada contra a Argentina de Diego Maradona.
O goleiro foi eleito, por três vezes, o melhor goleiro do mundo pela Federação Internacional de História e Estatística do Futebol (IFFHS), em 1989, 1990 e 1991.

## Títulos

### Como jogador
Internazionale
- Serie A: 1988–89
- Supercopa Italiana: 1989
- Copa da UEFA: 1990-91, 1993-94

### Como treinador
Steaua Bucureşti
- Liga I: 2004–05

Estrela Vermelha
- SuperLiga: 2005–06
- Copa da Sérvia: 2005–06